# Aweti
De Aweti zijn leden van een Indiaanse stam die wonen in het Parque Indígena do Xingu in de Braziliaanse deelstaat Mato Grosso. De Aweti bewonen twee dorpen in de regio. Het belangrijkste dorp Tazu'jyretam heeft een kleine haven en wordt al zeker bewoond sinds de 19de eeuw. Beide dorpen liggen in een gebied tussen de rivieren Curisevo en Tuatuarí, die beiden met de Kuluene uitmonden in de Xingu. De Aweti zijn vissers, jagers en boeren die hoofdzakelijk mais en maniok verbouwen.

## Naam
De Aweti zijn ook gekend als Arauine, Arauite, Aueti, Aueto, Auiti, Awatti, Awetö, Awytyza, Anumaniá, Auetö of Enumaniá.

## Geschiedenis
Waarschijnlijk zijn de Aweti gevormd uit verschillende stammen die zich vestigden in de regio Xingu rond de 17de of 18de eeuw. Het was pas laat in de 19de eeuw dat Europese ontdekkingsreizigers (voornamelijk uit Duitsland) de stammen in deze regio op kaart zetten. Hoewel er de volgende decennia weinig contacten waren tussen de inheemse bevolking en de Europese kolonisten waren de korte expedities van de ontdekkingsreizigers in de jungle voldoende om ziekten te introduceren in de gemeenschap van de Aweti en hun buren waarvoor ze geen immuniteit bezaten. De griep was in vele gevallen dodelijk en rond 1950 waren er amper 23 overlevenden. Desondanks zijn de Aweti niet uitgestorven of samengegaan met andere stammen zoals sommigen van hun buren.
Wanneer het Parque Indígena do Xingu werd opgericht in 1961 was de Awetibevolking aanzienlijk hersteld. Dit was het resultaat van grotendeels betere medische zorg die aangeboden werd door de Braziliaanse overheid aan de stammen in de regio. Het contact met de buitenwereld nam eveneens toe, wat echter een bedreiging is voor de eigen taal en cultuur van de Aweti.

## Cultuur
De dorpen zijn gebouwd met meerdere hutten rondom een centraal plein, dat wordt gebruikt voor rituelen, zoals begrafenisrituelen. Dit is kenmerkend voor dorpen in het gebied rond de bovenloop van de Xingurivier. Een "mannenhut" is ook centraal gelegen in het dorp en wordt gebruikt voor het houden van rituelen die niet mogen gezien worden door vrouwen. 
Het dorpshoofd (beslist door erfelijkheid), leidt de Awetidorpelingen en dient als diplomaat met betrekking tot de andere bevolkingsgroepen uit de regio. Momenteel is de leider van de Aweti een man genaamd Yalakumin. 
Intertribale handel en rituelen onder de stammen in de regio komt vaak voor. De Aweti verhandelen onder andere plantaardige zouten en hangmatten gemaakt van de burití palmboom. De Huka-huka worstelwedstrijd is een populaire intertribale sport. Veel stamleden uit de verschillende etnische groepen kiezen voor echtgenoten of echtgenotes uit andere stammen.

## Taal
De Aweti-taal maakt deel uit van de taalfamilie Tupi maar is uniek en onderscheiden van de verwante talen. Door de contacten met de buitenwereld spreken een aantal leden van de stam ook Portugees, de hoofdtaal van Brazilië. Kinderen worden opgevoed in het Portugees op de "tribale school van Aweti". In het nieuwe dorp spreken veel mensen, vooral jongere personen, Kamayurá beter dan Aweti. Alle mensen in het nieuwe dorp spreken minstens één andere taal dan Aweti.